# Пам'ятки історії Полтавського району
У Полтавському районі Полтавської області нараховується 72 пам'ятки історії.
| #   | назва | адреса                                       | роки події                  | роки встановлення | автор                                    | матеріали                                     | розміри                           | рішення                                                                          |
| --- | --- | -------------------------------------------- | --------------------------- | ----------------- | ---------------------------------------- | --------------------------------------------- | --------------------------------- | -------------------------------------------------------------------------------- |
| 1.  | Братська могила радянських воїнів, пам'ятний знак полеглим воїнам-землякам                                                                 | с. Гожули, меморіальний комплекс             | 1943, 1941—1945             | 1955              | ск. А. Білостоцький, арх. О. Супрун      | залізобетон, цегла оштук.                     | вис. ск. — 3,0 м, пост. — 2,5 м   | -                                                                                |
| 2.  | Пам'ятний знак полеглим воїнам-землякам | с. Рибці, центр                              | 1941–1945                   | 1998              | ск. В. Сухенко                           | залізобетон                                   | вис. ск. — 3,0 м, пост. — 1,0 м   |                                                                                  |
| 3.  | Братська могила радянських воїнів, пам'ятний знак полеглим воїнам-землякам                                                                 | с. Заворскло, меморіальний комплекс          | 1941, 1943, 1941—1945       | 1957              | Київські художні майстерні               | залізобетон, цегла оштук.                     | вис. ск. — 3,0 м, пост. — 3,5 м   | -                                                                                |
| 4.  | Братська могила радянських воїнів | с. Зорівка                                   |                             |                   |                                          |                                               |                                   |                                                                                  |
| 5.  | Могила першого голови сільськогосподарської артілі «Червоний партизан» М. Ф. Лобача, могила голови колгоспу ім. М. Ф. Лобача К. М. Сердюка | с. Калашники, центр                          | 1863–1931, 1881—1933        | 1946              | Місцеві майстри                          | обеліск — граніт                              | вис. 1,35 м                       | -                                                                                |
| 6.  | Пам'ятний знак полеглим воїнам-землякам | с. Калашники, парк, центр                    | 1941–1945                   | 1967              | Місцеві майстри                          | стела — граніт                                | вис. 1,6 м                        | -                                                                                |
| 7.  | Братська могила радянських воїнів, пам'ятний знак полеглим воїнам-землякам                                                                 | с. Циганське, меморіальний комплекс          | 1941, 1941—1945             | 1967              | Харківський скульптурний комбінат        | залізобетон, цегла оштук.                     | вис. ск. — 2,1 м, пост. — 2,2 м   | -                                                                                |
| 8.  | Меморіальний комплекс: | с. Ковалівка                                 |                             |                   |                                          |                                               |                                   |                                                                                  |
| 9.  | Пам'ятний знак на місці розправи над учасниками селянського повстання 3 квітня 1902 р.                                                     |                                              | 1902                        | 1952              | Місцеві майстри                          | стела — граніт                                | вис. 4,0 м                        | -                                                                                |
| 10. | Могила першого секретаря комсомольської організації села Ф.Чамари, що загинув 1929 року                                                    |                                              | 1929                        |                   | Місцеві майстри                          | обеліск — мармурова крихта                    | вис. 1,7 м                        | -                                                                                |
| 11. | Братська могила радянських воїнів, жертв фашизму, пам'ятний знак полеглим воїнам-землякам                                                  |                                              | 1943, 1941—1945             | 1956              | Харківський скульптурний комбінат        | залізобетон, цегла оштук.                     | вис. ск. — 2,5 м, пост. — 4,0 м   | -                                                                                |
| 12. | Музей-заповідник А. С. Макаренка (будівлі колишньої дитячої трудової колонії ім. М. Горького):                                             | с. Ковалівка                                 | 1921—1925                   | 1988 — рест.      | -                                        |                                               |                                   | -                                                                                |
| 13. | Червоний будинок, де розміщувалися спальні хлопців, їдальня, кухня — тепер у 8 залах розміщується експозиція музею                         | с. Ковалівка                                 |                             |                   |                                          | двоповерховий цегляний                        | пл.                               |                                                                                  |
| 14. | Білий будинок, де розміщувалися навчальні класи, спальні дівчат, клуб, майстерня, робочий кабінет А. С. Макаренка                          | с. Ковалівка                                 |                             |                   |                                          |                                               |                                   |                                                                                  |
| 15. | флігель, де жили сім'ї педагогів, була квартира А. С. Макаренка та його матері                                                             | с. Ковалівка                                 |                             |                   |                                          |                                               |                                   |                                                                                  |
| 16. | вхідна арка | с. Ковалівка                                 |                             |                   |                                          |                                               |                                   |                                                                                  |
| 17. | альтанка | с. Ковалівка                                 |                             |                   |                                          |                                               |                                   |                                                                                  |
| 18. | криниця | с. Ковалівка                                 |                             |                   |                                          |                                               |                                   |                                                                                  |
| 19. | льох | с. Ковалівка                                 |                             |                   |                                          |                                               |                                   |                                                                                  |
| 20. | фонтан | с. Ковалівка                                 |                             |                   |                                          |                                               |                                   |                                                                                  |
| 21. | пристань | с. Ковалівка                                 |                             |                   |                                          |                                               |                                   |                                                                                  |
| 22. | Меморіальна дошка в пам'ять видатного педагога і письменника А. С. Макаренка                                                               | с. Ковалівка, будинок школи-інтернату        |                             |                   |                                          |                                               |                                   |                                                                                  |
| 23. | Братська могила радянських воїнів | с. Грабинівка, центр кол. с. Стехівка        | 1941, 1943                  | 1956, 1990        | Харківський скульптурний комбінат        | залізобетон, цегла оштук.                     | вис. ск. — 3,0 м, пост. — 3,5 м   | -                                                                                |
| 24. | Пам'ятний знак полеглим воїнам-землякам | с. Макухівка                                 | 1941–1945                   | 1973              | Місцеві майстри                          | обеліск — залізобетон                         | вис. 4,0 м                        | -                                                                                |
| 25. | Група могил (3) радянських воїнів | с. Соснівка, в лісі                          | 1943                        | 1980              | Місцеві майстри                          | обеліск — метал                               | вис. 1,7 м                        | -                                                                                |
| 26. | Братська могила жертв фашизму | с. Верхоли, в лісі                           | 1943                        | 1960              | Місцеві майстри                          | обеліск — метал                               | вис. 1,5 м                        | -                                                                                |
| 27. | Могила радянського воїна | с. Верхоли, в лісі                           |                             |                   |                                          |                                               |                                   |                                                                                  |
| 28. | Пам'ятний знак на місці форсування р. Ворскли радянськими воїнами у вересні 1943 р.                                                        | с. Сем'янівка, при в'їзді в село             | 22.09.1943                  | 1967              | Полтавські художні майстерні             | обеліск — граніт                              | вис. 12,0 м                       | -                                                                                |
| 29. | Пам'ятний знак полеглим воїнам-землякам | с. Сем'янівка, центр                         | 1941—1945                   | 1967              | Місцеві майстри                          | обеліск — залізобетон                         | вис. 6,0 м                        | -                                                                                |
| 30. | Пам'ятний знак на місці переправи через р. Ворсклу російських військ 1709 р. під час боротьби зі шведськими загарбниками                   | с. Сем'янівка, при в'їзді в село             | 1709                        | 1959              | арх. І. Шмульсон, В. Пасічний            | обеліск — граніт                              | вис. 7,3 м                        | Постанова РМ УРСР від 25.06.1949 р.                                              |
| 31. | Братська могила радянських воїнів, пам'ятний знак полеглим воїнам-землякам                                                                 | с. Петрівка, меморіальний комплекс           | 1943, 1941—1945             | 1955              | ск. А. Білостоцький, арх. О. Супрун      | залізобетон, цегла оштук.                     | вис. ск. — 3,0 м, пост. — 3,5 м   | -                                                                                |
| 32. | Пам'ятний знак полеглим воїнам-землякам | с. Патлаївка                                 | 1941—1945                   | 1967              | Місцеві майстри                          | обеліск — залізобетон                         | вис. 2,5 м                        | -                                                                                |
| 33. | Братська могила радянських воїнів, пам'ятний знак полеглим воїнам-землякам                                                                 | с. Надержинщина, меморіальний комплекс       | 1943, 1941—1945             | 1955              | Харківський скульптурний комбінат        | залізобетон, цегла оштук.                     | вис. ск. — 2,2 м, пост. — 4,0 м   | -                                                                                |
| 34. | Пам'ятний знак полеглим воїнам-землякам | с. Бричківка                                 | 1941—1945                   | 1973              | Місцеві майстри                          | стела — граніт                                | вис. 4,0 м                        | -                                                                                |
| 35. | Могила болгарських комунарів | с. Куликове                                  | 1924                        | 1974              | Місцеві майстри                          | обеліск — граніт                              | вис. 1,4 м                        | -                                                                                |
| 36. | Братська могила радянських воїнів, пам'ятний знак полеглим воїнам-землякам                                                                 | с. Куликове, меморіальний комплекс           | 1941, 1943, 1941—1945       | 1955              | Харківський скульптурний комбінат        | залізобетон, цегла оштук.                     | вис. ск. — 3,0 м, пост. — 3,5 м   | -                                                                                |
| 37. | Могила голови колгоспу Д. К. Портненка, що загинув у 1932 р.                                                                               | с. Василівка                                 | 1901–1932                   | 1948              | Місцеві майстри                          | обеліск — метал                               | вис. 1,35 м                       | -                                                                                |
| 38. | Братська могила радянських воїнів, пам'ятний знак полеглим воїнам-землякам                                                                 | с. Василівка, меморіальний комплекс          | 1941, 1943, 1941—1945       | 1967              | Харківський скульптурний комбінат        | залізобетон, бетон                            | вис. ск. — 2,8 м, пост. — 3,5 м   | -                                                                                |
| 39. | Братська могила учасників встановлення радянської влади, радянських воїнів, підпільників, пам'ятний знак полеглим воїнам-землякам          | с. Мачухи, меморіальний комплекс             | 1920, 1943, 1941—1945       | 1954              | Харківський скульптурний комбінат        | залізобетон, цегла оштук.                     | вис. ск. — 2,3 м, пост. — 4,0 м   | -                                                                                |
| 40. | Братська могила радянських воїнів | с. Кованчик                                  | 1943                        | 1958              | Харківський скульптурний комбінат        | залізобетон, цегла оштук.                     | вис. ск. — 2,2 м, пост. — 4,0 м   | -                                                                                |
| 41. | Братська могила радянських воїнів, пам'ятний знак полеглим воїнам-землякам                                                                 | с. Судіївка, меморіальний комплекс           | 1943, 1941—1945             | 1954              | Харківський скульптурний комбінат        | залізобетон, цегла оштук.                     | вис. ск. — 2,0 м, пост. — 3,5 м   | -                                                                                |
| 42. | Братська могила радянських воїнів, пам'ятний знак полеглим воїнам-землякам                                                                 | с. Микільське, меморіальний комплекс         | 1941, 1943, 1941—1945       | 1954              | ск. О. Савельєв                          | залізобетон, цегла оштук.                     | вис. ск. — 2,5 м, пост. — 3,2 м   | -                                                                                |
| 43. | Могила радянського воїна, пам'ятний знак полеглим воїнам-землякам                                                                          | с. Безручки                                  | 1941, 1941—1945             | 1967              | Місцеві майстри                          | плита — білий мармур, обеліск — залізобетон   | 0,3 × 0,6 м, вис. 3,0 м           | -                                                                                |
| 44. | Пам'ятний знак полеглим воїнам-землякам | с. Зінці, біля клубу                         | 1941–1945                   | 1978              | Полтавський райкомунгосп                 | обеліск — залізобетон                         | вис. 3,2 м                        | -                                                                                |
| 45. | Пам'ятний знак полеглим воїнам-землякам | с. Ваці, кладовище                           | 1941–1945                   | 1967              | Місцеві майстри                          | обеліск — метал, біломармурова крихта         | вис. 1,7 м                        | -                                                                                |
| 46. | Пам'ятний знак полеглим воїнам-землякам, підпільникам, жертвам голодомору                                                                  | с. Копили                                    | 1941–1945, 1932—1933        | 1988, 1993        | Місцеві майстри                          | обеліск — граніт                              | вис. 1,7 м                        |                                                                                  |
| 47. | Братська могила радянських воїнів, пам'ятний знак полеглим воїнам-землякам                                                                 | с. Курилехівка, меморіальний комплекс        | 1941, 1943, 1941—1945       | 1956              | ск. Я. Рик, арх. Н. Клейн                | залізобетон, цегла оштук.                     | вис.ск. — 2,8 м, пост. — 4,3 м    | -                                                                                |
| 48. | Пам'ятний знак полеглим воїнам-землякам | с. Марківка, кладовище                       | 1941–1945                   | 1967              | Місцеві майстри                          | обеліск — залізобетон                         | вис. 3,0 м                        | -                                                                                |
| 49. | Пам'ятний знак полеглим воїнам-землякам | с. Новоселівка                               | 1941–1945                   | 1967              | Місцеві майстри                          | обеліск — граніт                              | вис. 4,5 м                        | -                                                                                |
| 50. | Пам'ятний знак полеглим воїнам-землякам | с. Вакуленці, кладовище                      | 1941–1945                   | 1967              | Місцеві майстри                          | обеліск — метал                               | вис. 2,1 м                        | -                                                                                |
| 51. | Пам'ятний знак полеглим воїнам-землякам | с. Крюкове                                   | 1941–1945                   | 1967              | Місцеві майстри                          | обеліск — залізобетон                         | вис. 4,2 м                        | -                                                                                |
| 52. | Пам'ятний знак і криниця Петра І, викопана російськими воїнами напередодні Полтавської битви                                               | ур. Ступки                                   | 1709                        | 1978              | Полтавські реставраційні майстерні       | брила — граніт, криниця — залізобетон, дерево | вис. 2,0 м, глиб. 2,0 м           | -                                                                                |
| 53. | Братська могила радянських воїнів, пам'ятний знак полеглим воїнам-землякам                                                                 | с. Рунівщина                                 | 1943, 1941—1945             | 1955, 1981        | Київська художня майстерня               | залізобетон, цегла оштук.                     | вис. ск. — 2,2 м, пост. — 1,2 м   | -                                                                                |
| 54. | Братська могила радянських воїнів, пам'ятний знак полеглим воїнам-землякам                                                                 | с. Мар'ївка, меморіальний комплекс           | 1943, 1941—1945             | 1967              | ск. А. Білостоцький, арх. О. Супрун      | залізобетон, цегла оштук.                     | вис. ск. — 2,3 м, пост. — 4,0 м   | -                                                                                |
| 55. | Братська могила радянських воїнів, пам'ятний знак полеглим воїнам-землякам                                                                 | с-ще Степне, центр, меморіальний комплекс    | 1943, 1941—1945             | 1977              | Харківський скульптурний комбінат        | залізобетон, цегла оштук.                     | вис. ск. — 2,4 м, пост. — 4,0 м   | -                                                                                |
| 56. | Братська могила радянських воїнів, пам'ятний знак полеглим воїнам-землякам                                                                 | с-ще Степне, кладовище                       | 1943, 1941—1945             | 1954              | Харківський скульптурний комбінат        | залізобетон, цегла оштук.                     | вис. ск. — 2,3 м, пост. — 4,0 м   | -                                                                                |
| 57. | Могила Героя Соціалістичної Праці М. К. Литвин                                                                                             | с-ще Степне, кладовище                       | 1910–1973                   | 1975              | Місцеві майстри                          | обеліск — граніт                              | вис. 2,2 м                        | -                                                                                |
| 58. | Братська могила радянських воїнів, пам'ятний знак полеглим воїнам-землякам                                                                 | с. Супрунівка, меморіальний комплекс         | 1941, 1943, 1941—1945       | 1954              | Харківський скульптурний комбінат        | залізобетон, цегла облиць. плиткою            | вис. ск. — 2,5 м, пост. — 2,5 м   | -                                                                                |
| 59. | Братська могила учасників встановлення радянської влади, радянських воїнів, жертв фашизму, пам'ятний знак полеглим воїнам-землякам         | с. Абазівка, меморіальний комплекс           | 1918, 1942, 1943, 1941—1945 | 1955              | Харківський скульптурний комбінат        | залізобетон, цегла облиць. плиткою            | вис. ск. — 2,8 м, пост. — 4,0 м   | -                                                                                |
| 60. | Братська могила радянських воїнів, пам'ятний знак полеглим воїнам-землякам                                                                 | с. Мильці, меморіальний комплекс             | 1943, 1941—1945             | 1957              | Харківський скульптурний комбінат        | залізобетон, цегла облиць. плиткою            | вис. ск. — 3,0 м, пост. — 4,2 м   | -                                                                                |
| 61. | Братська могила радянських воїнів, пам'ятний знак полеглим воїнам-землякам                                                                 | с. Тахтаулове, меморіальний комплекс         | 1943, 1944, 1941—1945       | 1957              | ск. О. Савельєв                          | залізобетон, цегла оштук.                     | вис. ск. — 2,5 м, пост. — 4,0 м   | -                                                                                |
| 62. | Братська могила радянських воїнів, пам'ятний знак полеглим воїнам-землякам                                                                 | с. Великий Тростянець, меморіальний комплекс | 1943, 1941—1945             | 1954              | Харківський скульптурний комбінат        | залізобетон, цегла облиць. плиткою            | вис. ск. — 2,75 м, пост. — 4,45 м | -                                                                                |
| 63. | Пам'ятний знак полеглим воїнам-землякам | с. Черкасівка                                | 1941—1945                   | 1976              | Місцеві майстри                          | обеліск — залізобетон                         | вис. 2,5 м                        | -                                                                                |
| 64. | Братська могила радянських воїнів | ст. Божкове, привокзальна площа              | 1941, 1943                  | 1955, рек. 1984   | ск. О. Савельєв                          | залізобетон, цегла оштук.                     | вис. ск. — 2,3 м, пост. — 0,5 м   | -                                                                                |
| 65. | Братська могила радянських воїнів, пам'ятний знак полеглим воїнам-землякам                                                                 | с. Чорноглазівка, меморіальний комплекс      | 1943, 1941—1945             | 1956              | ск. Я.Рик, арх. Н.Клейн                  | залізобетон, цегла оштук.                     | вис. ск. − 2,3 м, пост. — 2,8 м   | -                                                                                |
| 66. | Пам'ятний знак полеглим воїнам-землякам | с. Валок                                     | 1941–1945                   | 1967              | Місцеві майстри                          | стела — гранітна крихта                       | вис. 1,7 м                        | -                                                                                |
| 67. | Могила Героя Радянського Союзу П. П. Гордієнка                                                                                             | с. Лозівка, кладовище                        | 1923–1965                   | 1977              | Полтавські художні майстерні             | плита — граніт                                | 1,7 1,3 м                         | Постанова бюро Полтавського обкому партії та облвиконкому № 20 від 14.03.1975 р. |
| 68. | Братська могила радянських воїнів, пам'ятний знак полеглим воїнам-землякам                                                                 | с. Щербані, меморіальний комплекс            | 1941, 1943, 1941—1945       | 1954              | Харківський скульптурний комбінат        | залізобетон, цегла оштук.                     | вис. ск. — 2,3 м, пост. — 1,6 м   | -                                                                                |
| 69. | Пам'ятний знак полеглим воїнам-землякам | с. Нижні Млини                               | 1941—1945                   | 1983              | Харківський скульптурний комбінат        | залізобетон                                   | вис. ск. — 3,0 м, пост. — 1,2 м   | -                                                                                |
| 70. | Будинок, в якому перебував у 1941 р. штаб командувача Південно-Західного напрямку С. М. Будьонного. Меморіальна дошка                      | с. Горбанівка, колишній будинок відпочинку   | червень-вересень 1941       | 1861, рест. 1946  | -                                        | цегляний одноповерховий                       | пл. 1254 м²                       | Постанова бюро Полтавського обкому партії та облвиконкому № 97 від 29.08.1972 р. |
| 71. | Пам'ятний знак полеглим воїнам-землякам | с. Гора                                      | 1941–1945                   | 1980              | Полтавський художньо-виробничий комбінат | гранітна крихта                               | вис. 1,7 м                        | -                                                                                |
| 72. | Пам'ятний знак на честь полеглих радянських воїнів-танкістів                                                                               | с. Розсошенці, на околиці                    | 1941                        | 1990              | Місцеві майстри                          | брила — граніт                                | вис. 3,0 м                        | -                                                                                |
|     | |                                              |                             |                   |                                          |                                               |                                   |                                                                                  |